# Chelmsford Chieftains
Les Chieftains de Chelmsford sont un club de hockey sur glace de Chelmsford en Angleterre. Il évolue dans le Championnat du Royaume-Uni de hockey sur glace D2.

## Historique
Le club est créé en 1987.

## Palmarès
- Aucun titre.